# Portas GR
| GR ist das Kürzel für den Kanton Graubünden in der Schweiz. Es wird verwendet, um Verwechslungen mit anderen Einträgen des Namens Portas zu vermeiden. |

Portas ist ein Weiler in der Gemeinde Sumvitg (Graubünden, Schweiz).

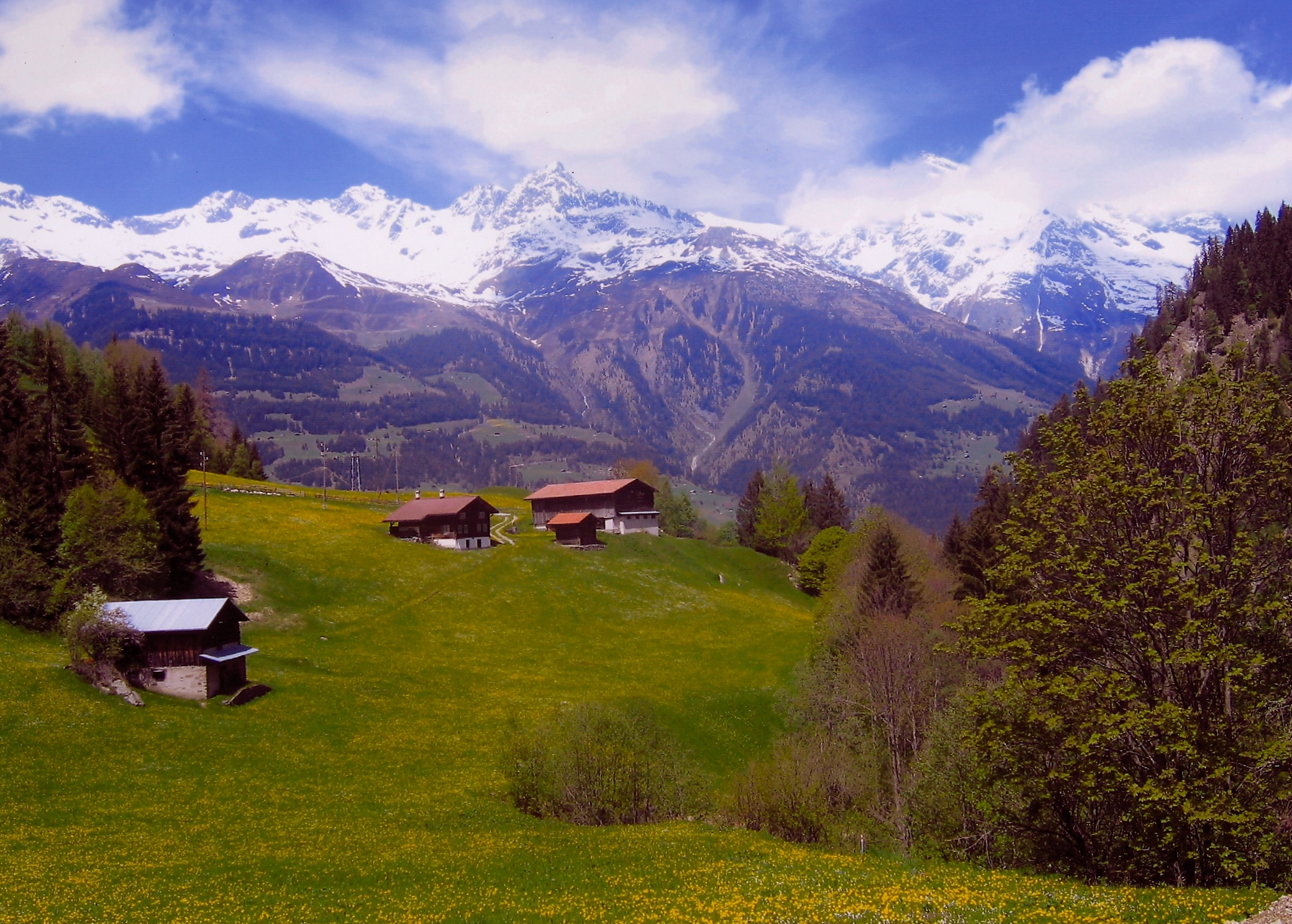
Portas

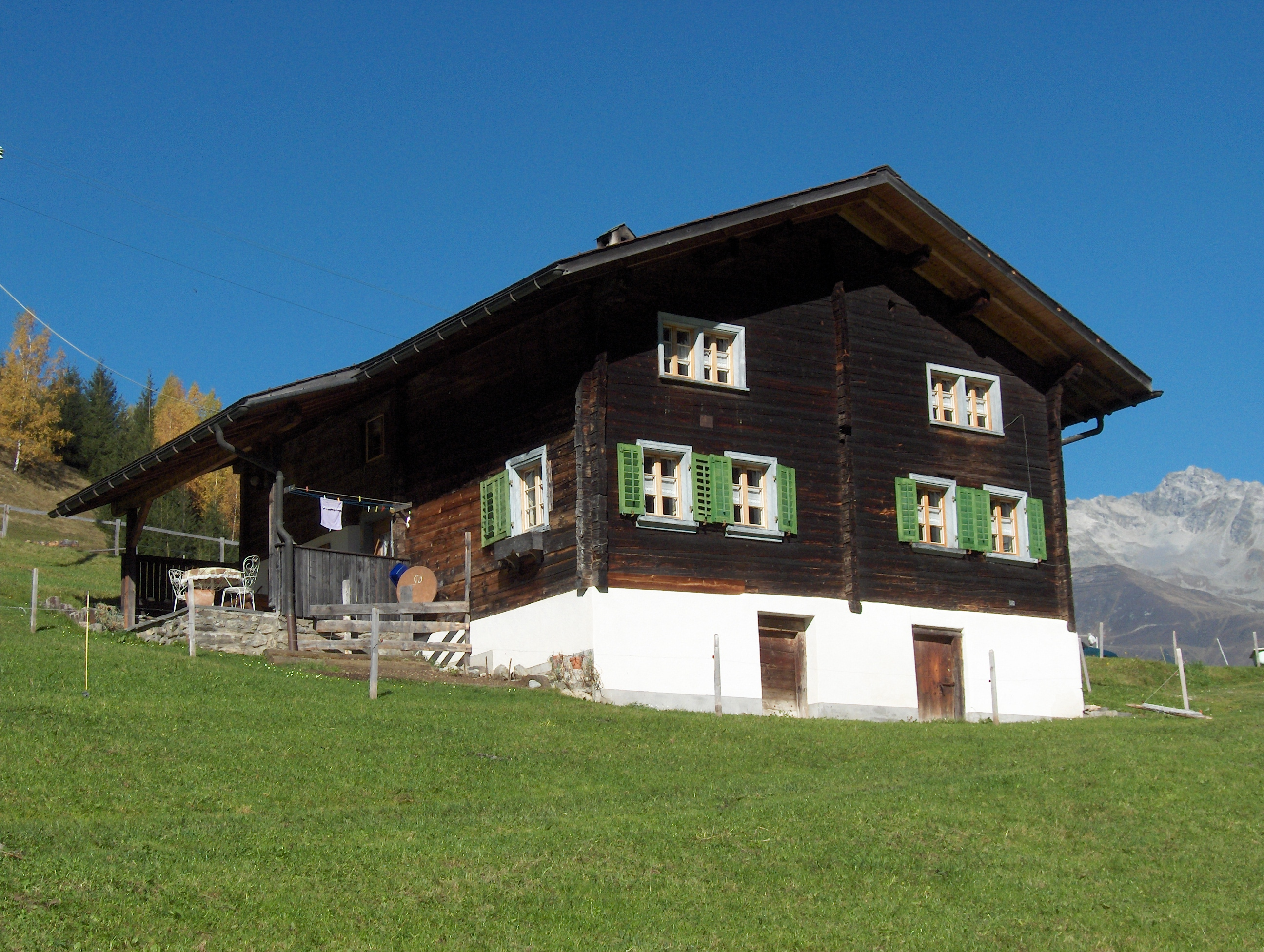
Bündner-Bergbauernhaus Portas

## Lage
Der Weiler ist der erste Bauernhof beim Betreten der Val Sumvitg, ein nach Süden gerichtetes Seitental der Surselva und einer der Zugänge auf die Greina-Hochebene.

## Hintergrund zur Bezeichnung
Der Name „Portas“ – in der Einzahl „Porta“ – stammt aus dem Rätoromanischen und bedeutet „Pforte“. Der einzige, ganzjährige Zugang zur Val Sumvitg führte und führt noch heute über Portas. Somit liegt die Vermutung nahe, dass die Namensgebung von der geografischen Lage her abgeleitet ist: Die Pforte zur Val Sumvitg (rom. „Las Portas dalla Val Sumvitg“, abgekürzt „Portas“).

## Geschichte
Der Bauernhof Portas war früher ein klassischer Betrieb mit Gross- und Kleinvieh, der viele Generationen ernährt hat. Als ein Bergsturz im Jahre 1983 die Zugangsstrasse der Val Sumvitg verschüttete, war man gezwungen, eine Alternative zum herkömmlichen Bauernbetrieb zu finden. In einer Freiland-Gänsezucht hatte man geglaubt, eine Option gefunden zu haben. Dieser Versuch wurde jedoch nach einem Jahr eingestellt. Ab 1984 werden die Wiesen herkömmlich bewirtschaftet und die Ernte aus dem Tal gefahren. Das Bauernhaus dient heute als Ferienhaus.